# Hadrobunus grandis
Hadrobunus grandis este o specie de opilionide răspândite în Statele Unite. Adulți pot fi găsiți la începutul verii. Culoarea corpului este maro.